# Renault Fluence Concept
Pour les articles homonymes, voir Renault, Fluence et Concept.

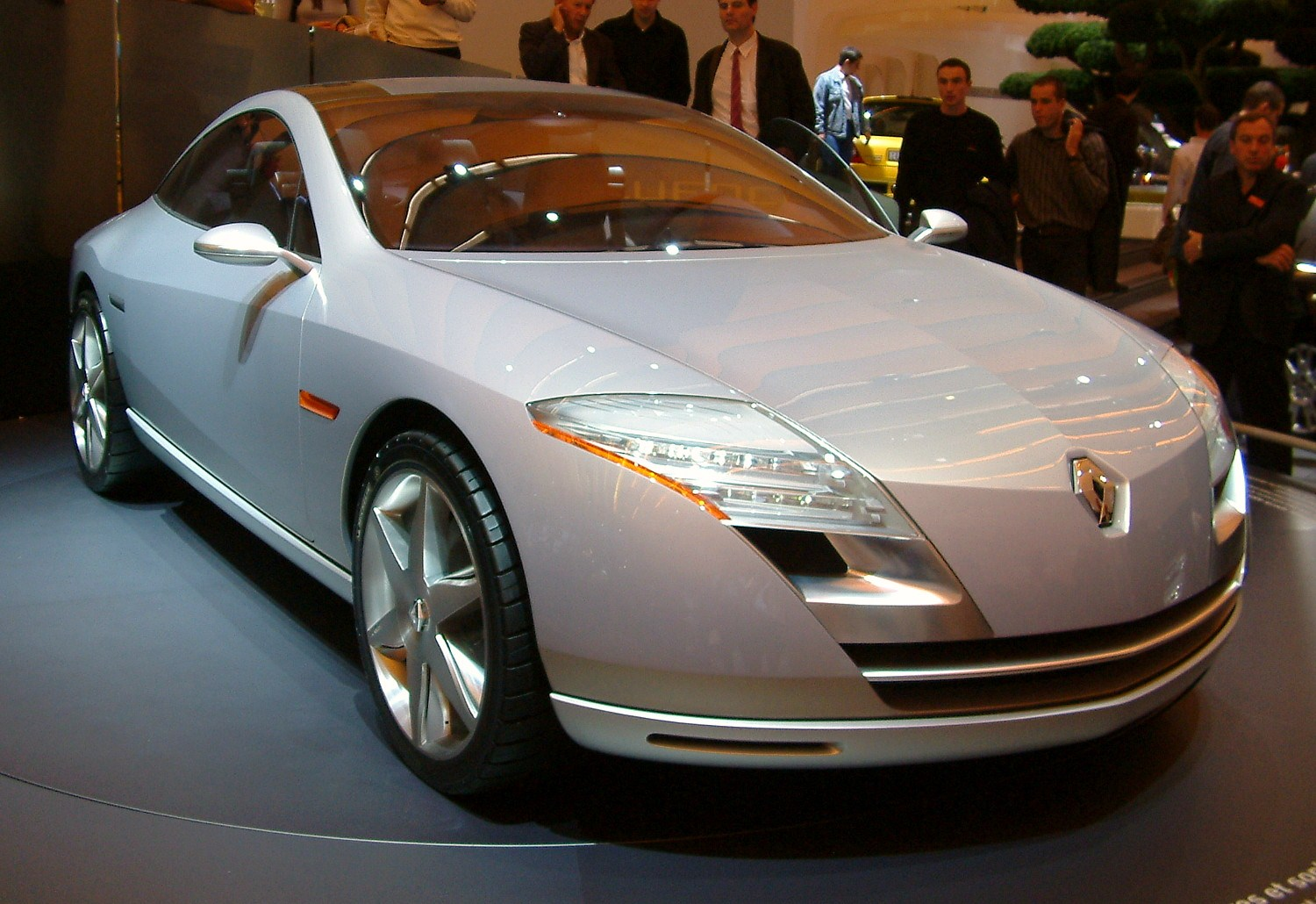
Renault Fluence Concept.

La Renault Fluence est un concept car imaginé par Renault et présenté en 2004 à l'occasion du Louis Vuitton Classic de Londres. 
C'est un coupé de 4,60 m de long motorisé par un moteur à essence V6 de 3 litres développant 280 ch. 
Ce concept car conduira à la Renault Laguna coupé commercialisée de 2007 à 2015.

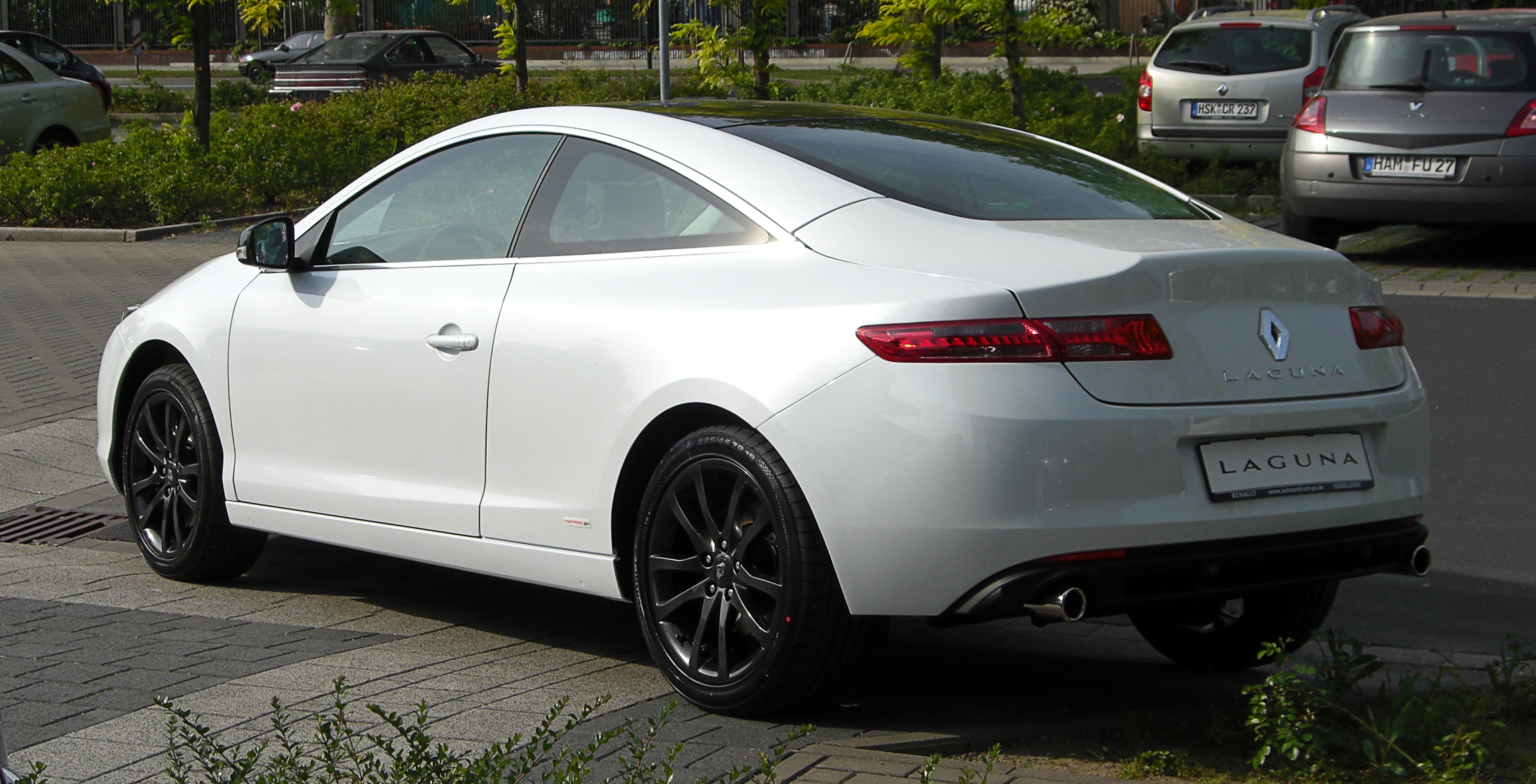
Laguna coupé

Le nom « Fluence » sera utilisé par Renault en 2009 pour la Renault Fluence, une berline tricorps basée sur la Renault Mégane.